# Chicago Rush
I Chicago Rush sono stati una squadra di football a 8, militante nell'Arena Football League, con sede a Rosemont (Illinois). La squadra è stata fondata nel 2001 e, dopo la stagione 2013, ha annunciato la sospensione di tutte le operazioni a tempo indeterminato, uscendo dall'AFL, con il proprio roster che venne liquidato uno speciale Draft.